# Liste der Monuments historiques in Niederentzen
Die Liste der Monuments historiques in Niederentzen führt die Monuments historiques in der französischen Gemeinde Niederentzen auf.

## Liste der Bauwerke
| Bezeichnung      | Beschreibung                                                          | Standort              | Kennzeichnung | Schutzstatus | Datum | Bild           |
| ---------------- | --------------------------------------------------------------------- | --------------------- | ------------- | ------------ | ----- | -------------- |
| Kirche St-Agathe | Chorturm bezeichnet 1494, Schiff und Obergeschosse des Turms von 1719 | Rue Principale (Lage) | PA00135158    | Inscrit      | 1995  | weitere Bilder |

## Liste der Objekte
| Bezeichnung                                        | Beschreibung                                                                      | Standort                       | Kennzeichnung | Schutzstatus | Datum | Bild |
| -------------------------------------------------- | --------------------------------------------------------------------------------- | ------------------------------ | ------------- | ------------ | ----- | ---- |
| Hauptaltar                                         | Holz, farbig gefasst und vergoldet, um 1725                                       | in der Kirche St-Agathe (Lage) | PM68000797    | Classé       | 2001  |      |
| Orgel                                              | Ensemble aus PM68000913 und PM68000914                                            | in der Kirche St-Agathe (Lage) | PM68000912    | Classé       | 2002  |      |
| Orgelprospekt                                      | 1791 von Joseph Rabiny gebaut                                                     | in der Kirche St-Agathe (Lage) | PM68000913    | Classé       | 2002  |      |
| Instrumentalteil der Orgel                         | 1791 von Joseph Rabiny gebaut, 1841/42 von Callinet Frères umgestaltet            | in der Kirche St-Agathe (Lage) | PM68000914    | Classé       | 2002  |      |
| Maurusaltar                                        | rechter Seitenaltar; Holz, farbig gefasst und vergoldet, um 1725                  | in der Kirche St-Agathe (Lage) | PM68000799    | Classé       | 2001  |      |
| Gemälde Maria und Elisabeth mit Jesus und Johannes | Ölfarbe auf Kupfer, 17. Jahrhundert, nach Peter Paul Rubens                       | in der Kirche St-Agathe (Lage) | PM68000804    | Classé       | 2001  |      |
| Reliquienschrein des heiligen Maurus               | Holz, farbig gefasst und vergoldet, Glas, Knochen, 18. oder 19. Jahrhundert       | in der Kirche St-Agathe (Lage) | PM68001430    | Inscrit      | 2002  |      |
| Kanzel                                             | Holz, farbig gefasst und vergoldet, um 1725                                       | in der Kirche St-Agathe (Lage) | PM68000800    | Classé       | 2001  |      |
| Skulptur Heiliger Maurus                           | Prozessionsfigur; Holz, farbig gefasst, versilbert und vergoldet, 18. Jahrhundert | in der Kirche St-Agathe (Lage) | PM68000802    | Classé       | 2001  |      |
| Marienaltar                                        | linker Seitenaltar; Holz, farbig gefasst und vergoldet, um 1725                   | in der Kirche St-Agathe (Lage) | PM68000798    | Classé       | 2001  |      |
| Reliquienmonstranz der heiligen Agatha             | Holz, farbig gefasst, versilbert und vergoldet, Ende des 18. Jahrhunderts         | in der Kirche St-Agathe (Lage) | PM68001262    | Inscrit      | 2000  |      |
| Kreuzigungsgruppe                                  | am Chorbogen; Holz, farbig gefasst und vergoldet, um 1725                         | in der Kirche St-Agathe (Lage) | PM68000801    | Classé       | 2001  |      |
| Vier Wandleuchter                                  | Holz, farbig gefasst und vergoldet, um 1725                                       | in der Kirche St-Agathe (Lage) | PM68000803    | Classé       | 2001  |      |